# NS01
ベルトのついたケータイ NS01（ベルトのついたケータイ えぬえす ぜろいち）は、京セラが日本国内向けに開発した、auブランドを展開するKDDIおよび沖縄セルラー電話のCDMA 1X WIN対応携帯電話である。製造型番はKYX01（けーわいえっくす ぜろいち）。

## 概要
同キャリア向けの「NEW STANDARD」シリーズの一環として開発された音声用端末である。既存のW65K、ならびに児童専用音声用端末の安心ジュニアケータイ K001をベースに再設計された。同期に発表されたK001、ならびにケースのようなケータイ NS02（PTX01）同様、「LISMO Music」（EZ「着うたフル」 & LISMOビデオクリップ）やオープンアプリプレイヤーには対応しない。K001に対しEZ Felica（おサイフケータイ）やじぶん銀行などの実用的な機能を付加的に装備したもので、通話とメールの使用がほとんどで音楽再生機能などを必要としないユーザー向けに特化している。
本機の最大の特徴は背面に付いた15ミリ幅のベルトである。これは普通に携帯電話を構えて通話中には落下防止の役割を果たす他、昼休みに財布と携帯だけを持って出かけるOL向けに、携帯を持ち歩く際は逆向きに手の甲側にはめ、空いた指でコーヒーカップを持つといった使い方が発売時に提案された。
しかし多くのユーザーにはこうしたデザイナー側からの提案が目に止まらず、ズボンのベルトに携帯を固定するためのベルトと誤解された。また、装着して利用した場合通常使用に伴い汚れなどが発生するがオプション品としてのベルト販売も無く、想定どおりのユーザからも不満が相次いだ。
そのため、4か月後に発売された本機種の実質的な後継機種にあたる同社製のmisora（KYX02・iidaブランド）ではベルトが省略され、それ以降ベルトが採用されたau端末は存在しない。

## 沿革
- 2008年（平成20年）10月9日 - テュフ・ラインランド・ジャパンより設計認証[1]。
- 2009年（平成21年）1月29日 - KDDIより公式発表。
- 2009年2月6日 - 全国にて一斉発売。
- 2009年8月 - 販売終了。
- 2012年（平成24年）7月22日 - L800MHz帯（旧800MHz帯・CDMA Bandclass 3）によるサービスの停波によりそれ以降はN800MHz（新800MHz帯・CDMA Bandclass 0 Subclass 2）帯および2GHz（CDMA Bandclass 6）帯の各サービスで利用する事となる（予定）。

## 対応サービス
| 主な対応サービス                              | 主な対応サービス                                                                            | 主な対応サービス                        | 主な対応サービス         |
| --------------------------------------------- | ------------------------------------------------------------------------------------------- | --------------------------------------- | ------------------------ |
| LISMO Book （旧・EZブック）                   | EZ「着うた」 （ハイクオリティステレオ(HE-AAC)対応） EZ「着うたフル」 EZ「着うたフルプラス」 | LISMOビデオクリップ                     | LISMO Video              |
| EZチャンネル EZチャンネルプラス               | au BOX                                                                                      | Touch Message                           | EZFeliCa                 |
| PCサイトビューア                              | じぶん銀行アプリ                                                                            | EZアプリ(BREW)                          | オープンアプリプレイヤー |
| ケータイ de PCメール                          | デコレーションメール                                                                        | デコレーションアニメ                    | au one メール            |
| EZナビウォーク                                | EZ助手席ナビ                                                                                | 安心ナビ                                | 災害時ナビ               |
| 緊急通報位置通知                              | ワンセグ                                                                                    | グローバルパスポート (レンタルサービス) | フェイク着信             |
| au Smart Sports (Run & Walk / Karada Manager) | 赤外線通信(IrDA) auフェムトセル （別途、ケータイアップデートにて対応）                      | 制限モード                              | 通話モード               |

など

## 不具合および新機能の追加
2010年6月24日に以下の新機能の追加がケータイアップデートにより行われた。
- 宅内用小型基地局「auフェムトセル」に対応した。